# Димний бог
«Димний бог» (англ. The Smoky God, or A Voyage to the Inner World) — науково-фантастичний роман, створений як імітація справжнього листа, написаний Віллісом Джорджем Емерсоном в 1908 році, в якому описані пригоди Олафа Янсена, норвезького моряка, який плавав з батьком через вхід до центру Землі на Північному полюсі.

## Сюжет
3 квітня 1829 року Олаф Янсен та його батько залишили Стокгольм на своєму риболовецькому судні. Вони пропливли острови Шпіцберген, а потім прибув до Землі Франца Йосипа. По дорозі батько питає свого сина, чи готовий він піти й дослідити місця, куди ніхто не діставався. Коли вони пропливали через прохід між айсбергами, їх шхуна дрижала на хвилях, вони спостерігали похмуру картину навколо себе.
Коли вони пропливли цей прохід і темряву, вітер вщух, і вода, по якій вони пливли, виявилася прісною. Компас показував північ незалежно від того, в якому напрямку вони йшли. Сонце на небі було темно-червоного кольору і здавалося штучним. У якийсь момент він помічає землю перед кораблем, і після плавання вздовж берега моря вони заходять у річку, яку пізніше називають Гіддекал. На берегах річки вони помічають дерева надзвичайної висоти. Приблизно 1 вересня 1829 року вони стикаються з величезними уламками на річці та намагаються піднятися на цей корабель.
Янсен жив два роки з мешканцями мережі підземних колоній, які, як пише Емерсон, була висотою 12 футів (близько 3,6 метрів) і чий світ освітлювався центральним «димним» сонцем. Їхня столиця Еден здавалася справжнім Едемським садом. Пізніші твори інших авторів, такі як «Агарта - Секрети підземних міст», визначили цивілізацію, з якою стикнувся Янсен як Аґарта (міфічне підземне місто), хоча Емерсон ніколи не використовував цю назву. Мова, якою говорять люди всередині Землі, нагадує багато в чому санскрит.
Через два роки вони вирішують повернутися до своєї сім'ї, але люди всередині Землі не дозволяють їм це зробити, посилаючись на надзвичайний ступінь небезпеки цього рішення. Після невдалої подорожі, в бурхливому морі, повному айсбергів, їх риболовецький човен і батько Олафа Янсена зникають у морі, проте Олафа викинуло до айсберга. Шотландський баліанер Арлінгтон, який плавав по водах Антарктиди, помічає його та підбирає на свій борт.
На питання, як він потрапляє на айсберг, Олаф Янсен розповідає морякам правду, але вони думають, що це марення божевільного й заковують його в ланцюги. Щоб втекти, він придумав правдоподібну історію. Після повернення до Стокгольма Олаф дізнається, що його мати померла рік тому. Після цього він впадає в божевілля, й проводить наступні 28 років свого життя в психіатричній лікарні. Після звільнення Янсен повертається до риболовлі та переїжджає до Каліфорнії. Він написав свою історію в 1908 році, будучи дуже старим й вважаючи, що вже довго не проживе.

## Видання
- Willis George Emerson. The Smoky God, or A Voyage to the Inner World. — Forbes & Company. — Chicago, 1908.